# イッツ・ア・ミラクル
「イッツ・ア・ミラクル」(It's a Miracle)は、イギリスのバンド、カルチャー・クラブが1984年にリリースしたシングル。

## 概要
2枚目のスタジオ・アルバム『カラー・バイ・ナンバーズ』からシングルカットされた。
「ミス・ミー・ブラインド」とのマッシュアップ・リミックスが12インチシングルとしてリリースされた。
イギリスのシングルチャートでは4位を記録。アメリカでも13位を記録。

## トラックリスト
| #  | タイトル                                          | 作詞 | 作曲・編曲 |
| -- | ------------------------------------------------- | ---- | ---------- |
| 1. | 「イッツ・ア・ミラクル」(It's a Miracle)          |      |            |
| 2. | 「ラヴ・トゥイスト（ライヴ）」(Love Twist (Live)) |      |            |

## チャート
| チャート（1984年）               | 最高順位 |
| -------------------------------- | -------- |
| イギリス（全英シングルチャート） | 4        |
| アメリカ（Billboard Hot 100）    | 13       |